# 木澤博司
木澤 博司（きざわ ひろし、1933年1月7日 -2007年9月14日）は東京都中野区生まれ、岡山県出身の自動車エンジニア。
本田技研工業の開発部門である本田技術研究所の元専務。日本大学旧工学部（現日本大学理工学部）卒。
ホンダ四輪の草創期からのメンバーで、シビックの開発責任者としても知られる。その後もアコードなどの基幹車種に携わり、今日のホンダの経営に貢献した。

## 経歴
大学卒業後、日野自動車系列でオリエントブランドでオート3輪の製造・販売を行っていた三井精機工業に入社。埼玉県の桶川工場にあった実験課に5年間勤務した。この頃に所属していた小型自動車協会で海外の小型車に触れる機会を得るとともに、後のホンダF1の監督である中村良夫と出会い、中村の誘いで1963年に四輪に進出して間もない本田技研工業に中途入社。入社後、車両試験課四輪テスト係に配属され、T360やホンダ・S600の走行耐久テストを担当。後に昇級すると、後期ホンダ・S800の開発に携わり、リアのリジッドアクスルを担当した。その後、ホンダ・N360とその輸出仕様であるN400、N600の走行実験を経て、Zの輸出仕様であるZ600の開発サブチーフを務めた。

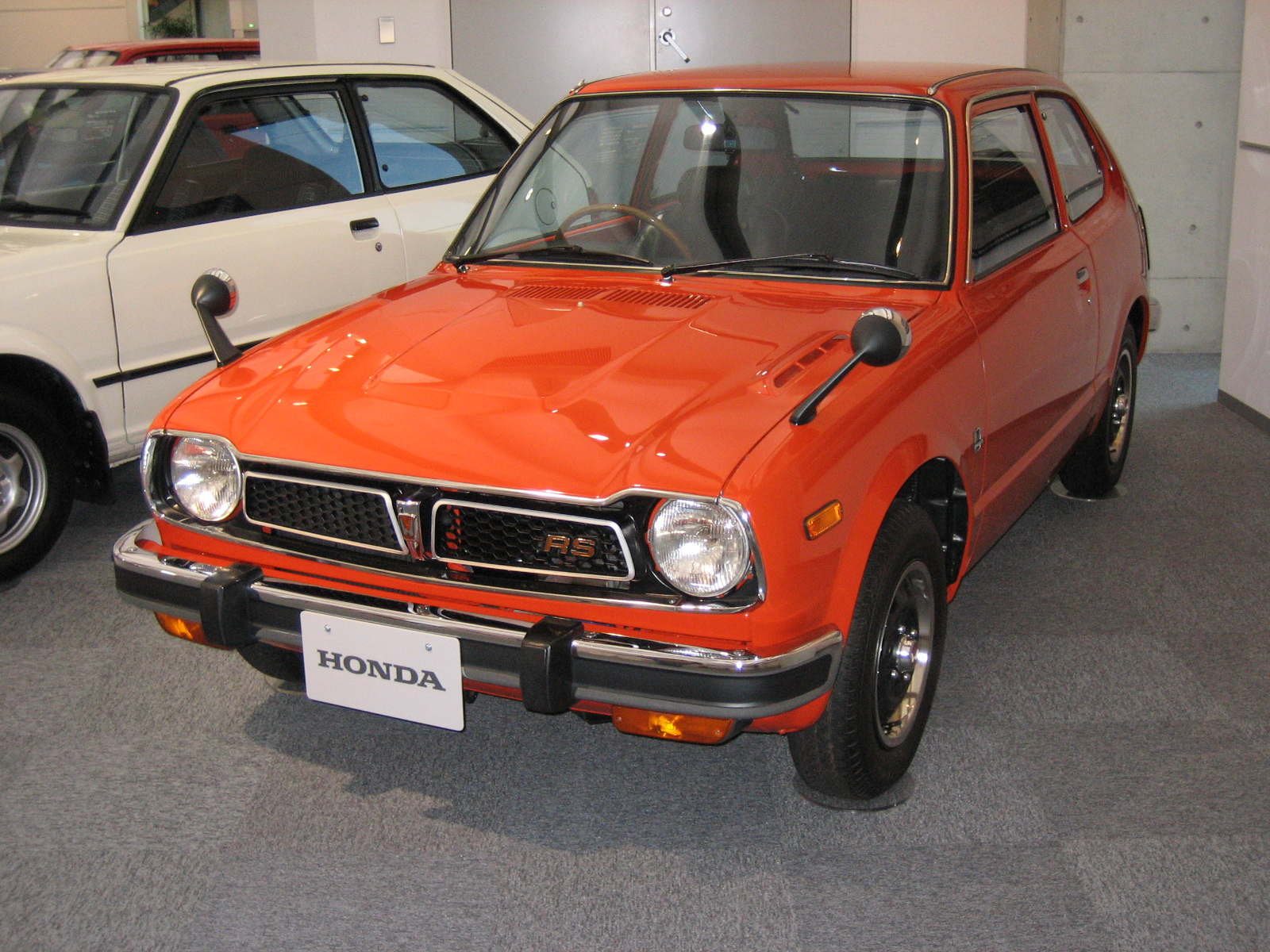
初代シビックRS

その後、1968年から1969年にかけてヨーロッパへと赴任し、中村良夫らと欧州車を研究。これが後の初代シビック開発に影響を与えた。帰国後、ホンダ・1300の開発に加わった後、初代シビックとなるコードネーム634の開発責任者に久米是志から引き継ぐ形で就任。1972年に発売開始されたシビックはその後世界的に大ヒットし、ホンダは四輪市場の地盤固めに成功した。また、シビック誕生から3年後に発売されたスポーティモデルのシビックRSの開発にも携わった。その後、シビックより1ランク上の車種として計画された653、654の開発にも参加し、654では開発責任者を務める。そして、これが後に初代アコードとして発売された。以降、初代プレリュードの開発責任者を務めた後、1985年にホンダR&Dヨーロッパの初代社長に就任。帰国後は本田技術研究所専務取締役、本田技研工業主席技術顧問などを歴任。退社後は、アルミダイキャスト製品のメーカーである東京理化工業所の社長に就任し、部品納入メーカーとして、ホンダを側面からサポートした。
2007年9月14日逝去。享年74。